# 1960 en santé et médecine
| Années de la santé et de la médecine : 1957 - 1958 - 1959 - 1960 - 1961 - 1962 - 1963    |
| Décennies de la santé et de la médecine : 1930 - 1940 - 1950 - 1960 - 1970 - 1980 - 1990 |

Cet article présente les faits marquants de l'année 1960 en santé et médecine.

## Événements
- Jacques Ruffié (1921-2004) fonde l'hémotypologie[1].
- John Enders met au point le premier vaccin contre la rougeole.

## Naissances
- 21 février : Emmanuel Cauchy (mort en 2018), médecin urgentiste français spécialisé en médecine de montagne.

## Décès
- 22 avril : Jules Freund (né en 1890), immunologiste hongrois.

Date à préciser
- Wilfred Harris (it) (né en 1869), médecin anglais qui a décrit les algies vasculaires de la face.